# Sükösd–Bethlen-kastély
Az alsórákosi Sükösd–Bethlen-kastély műemlék épület Romániában, Brassó megyében. A romániai műemlékek jegyzékében a  BV-II-a-A-11754 sorszámon szerepel.

## Története
A kastélyt (kezdetben várat) a Sükösd család - pontosabban Sükösd György kapitány - építtette a 17. században. Ezután, 1631-ben, Bethlen Ferenc és családja birtokába került. Mai formáját Bethlen Sámuel átalakításainak köszönhetően nyerte el. 

## Leírása
A várkastély egy központi udvarból, az azt körülvevő várfalakból és négy kör alapú bástyából áll. Utóbbiak a négyszögletű épület sarkaiban találhatóak. Keleten helyezkedik el a főúri lakosztály, az ottani tornyokban lakószobák találhatóak. A déli fal közepén egy kaputorony van, az itteni szobákban a személyzet szobáit találjuk. A nyugati oldalt istállóként és raktárként használták, szénát, gabonát tároltak ott. Az északi oldalon nem laktak, itt lőrések helyezkednek el, illetve egy nagy, belső kút. A vár körül még egy második fal is épült, ehhez tartozik egy széles várárok. Ezen csak a kaputoronyhoz vezető úton lehet átjutni.
Talán a kastély legérdekesebb része a főúri lakosztály. A korábban előkelő helyiségek már kissé lepusztultak, az előtér omladozik, a földszint bejáratát befalazták. Az emeleti bejáraton keresztül egy tanácsterembe jutunk. Ennek ajtaja gazdagon faragott, szárnya kőkeretes: ez a rész feltehetően már Bethlen Sámuel idejében létezett. A tanács, vagy nagyterem a kastély talán legdíszesebb része. Ez a mennyezetből látszik, kizárólag itt találunk féldomború plasztikát. Itt találjuk még az építtető gróf, illetve hitvese, Nagy Borbála címerét.
A kastély ma viszonylag jó állapotban van, főleg a mennyezet állta ki az idő próbáját, azonban az udvar pusztulni, a falak előtti tornácok korhadni kezdtek, komoly felújítást igényelnek.